# 반화석

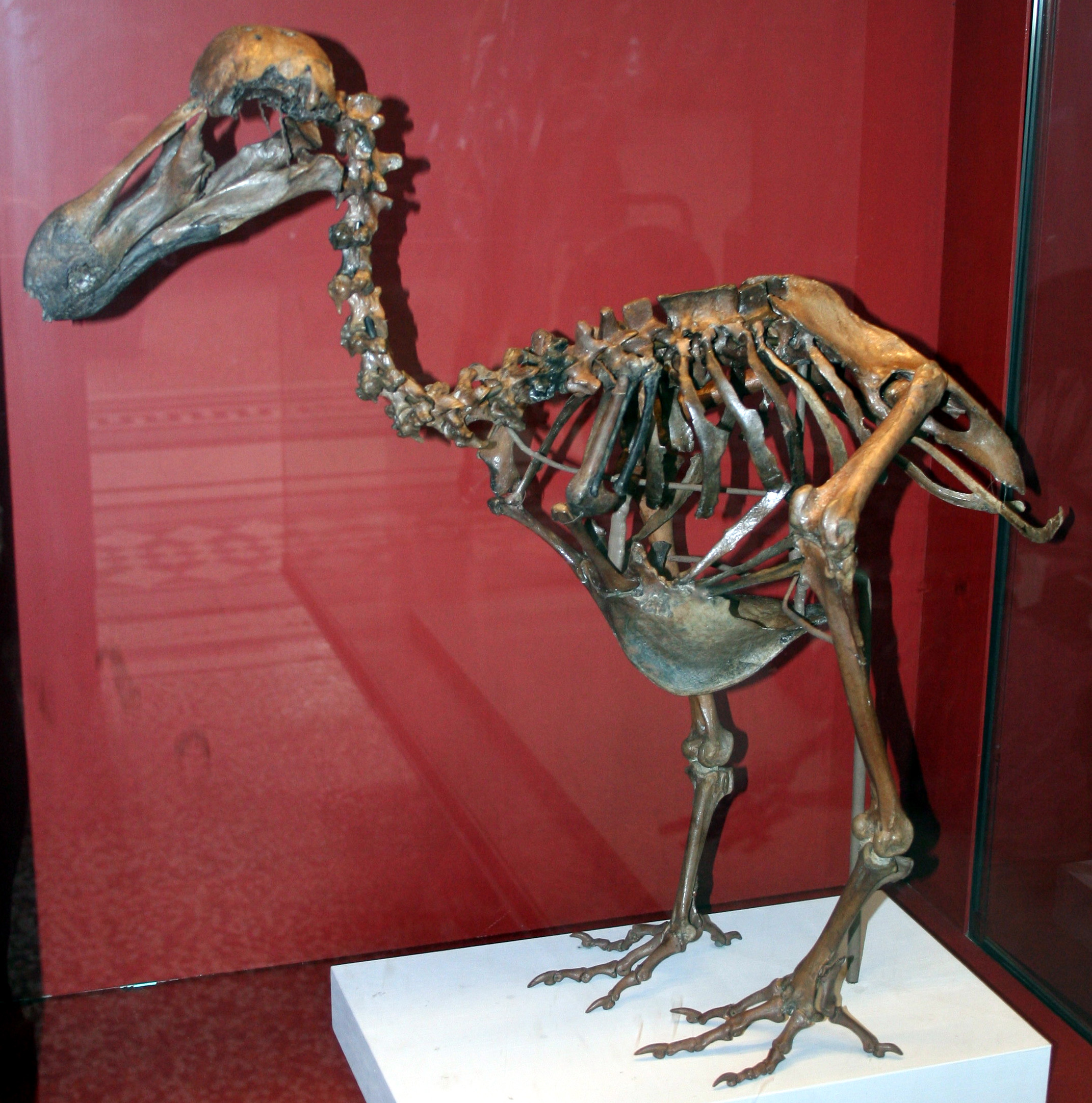
도도의 반화석.

반화석은 생물의 유해나 흔적이 완전한 화석을 만들지 못한 것을 일컫는다. 주로 2가지 요인에 의해 발생한다. 생물이 죽고나서 충분한 시간이 흐르지 않을 때와 환경이 화석이 되기에는 안 좋았을 때이다. 반화석은 주로 퇴적지형에서 많이 발견된다.